# Atalante (1825)
Pour les articles homonymes, voir Atalante (navire).
L'Atalante est une frégate de 52 canons de classe Vénus lancée en 1825.

## Histoire
Les travaux de construction commencent à Lorient le 16 janvier 1821. Baptisée le 27 mars 1821, elle ne diffère de la Vénus que par son arrière. Elle est mise à flot le 2 avril 1825 et est armée à Lorient le 17 juin 1828. Livrée à Toulon (1829), elle prend part à l'Expédition d'Alger puis est désarmée le 7 janvier 1831. Réarmée le 17 avril 1837, le 28 octobre 1839, le pavillon du contre-amiral Dupotet flotte sur le navire parti de Brest à destination du Brésil puis de Montevideo.
La frégate reste à la station du Brésil et des mers du Sud en 1841. Désarmée définitivement à Lorient le 29 octobre 1845, condamnée en 1851, elle est retirée du service en 1877.

## Commandants
- Capitaine de vaisseau de Menouvrier-Defresne : 1830
- Capitaine de vaisseau Vaillant : 1839-1840